# Novi Uttxan
Novi Uttxan (en rus: Новый Утчан) és un poble d'Udmúrtia, a Rússia, el 2008 tenia 346 habitants. Pertany al raion d'Alnaixi.